# Parafia św. Jakuba Apostoła w Kwiecewie
Parafia świętego Jakuba Apostoła w Kwiecewie – parafia rzymskokatolicka znajdująca się w archidiecezji warmińskiej, w dekanacie Dobre Miasto.